# 芝加哥州立大學
芝加哥州立大學（英語：Chicago State University，縮寫：CSU）是位於美國伊利諾伊州芝加哥的公立大學，亦屬於該州的傳統黑人大學，成立於1867年，當時稱庫克縣師範學校（Cook County Normal School）。2015年《美國新聞與世界報道》 未將其列入排名之內。

## 外部連結
- Official website （页面存档备份，存于）
- Official athletics website （页面存档备份，存于）
- CSU Faculty Voice （页面存档备份，存于）